# Alexandre Colonna-Walewski
Alexandre Florian Joseph, hrabě Colonna-Walewski (4. května 1810 Walewice – 27. října 1868 Štrasburk) byl nemanželský syn Napoleona I. a jeho milenky hraběnky Marie Walewské. Významný politik Francie v období druhého císařství.

## Život
Svým otcem zajištěn titulem hrabě císařství a roční rentou 160 000 zlatých franků, ztratil roku 1817 matku. Jeho děd z matčiny strany hrabě Theodor Martin Laczynski jej vychovával na rodinném statku v Kiernoži, nedaleko Walewic a později jej poslal do privátní školy v Ženevě. Ve 14 letech věku se mladý Alexandre vrátil do Polska, kde jej velkokníže Konstantin Romanov (bratr Alexandra I.) přemlouval ke vstupu do jeho služeb jako jeho osobní adjutant, což Alexandre odmítl a vrátil se zpět do Ženevy. Do Polska se vrátil až roku 1830 a podílel se na celonárodním povstání. V roce 1831 obdržel vyznamenání Virtuti Militari. Jakmile bylo jasné, že povstání bude potlačeno, byl poslán s dalšími dvěma šlechtici Poláky (hrabě Zamojski a hrabě Wielopolski) do Londýna, aby se snažil získat pro povstání podporu britské vlády. V Londýně pak prožil konec povstání a zůstal tam 2 roky. Tam se též oženil. Jeho chotí se stala britská aristokratka Caroline Montagu.
V roce 1833 odjel Walewski do Francie a vstoupil do francouzské armády, nejprve do cizinecké legie, ale brzy po obdržení francouzského občanství (prosinec 1833) do pravidelné armády a byl přeložen do Alžírska. Roku 1837 odešel do civilu a působil jako novinář a spisovatel. Založil časopis Le Messager. V roce 1840 byl Ludvíkem Filipem využit v diplomatických službách, nejprve v Egyptě, pak v misi do Buenos Aires. Když jeho bratranec Napoleon III. získal vládu nad Francií, stal se Walewski jednou z hybných pák francouzské politiky. Byl vyslancem ve Florencii (1849), Neapoli (1850), Madridu (1851) a téhož roku převzal vedení vyslanectví v Londýně. Vrcholem jeho kariéry bylo jmenování ministrem zahraničí Francie (7. května 1855). V této funkci zůstal až do 4. ledna 1860, kdy podal demisi. Roku 1866 byl jmenován vévodou a členem Akademie krásných umění. Obdržel též velkokříž Čestné legie. Zemřel náhle na mozkovou apoplexii a je pohřben na pařížském hřbitově Pere Lachaise.

## Manželství a děti
První manželství (1. prosince 1831) – chotí se stala Catharine Caroline Montagu (7. října 1808 – 30. dubna 1834), dcera hraběte George Johna Sandwiche a Luisy Mary Anne Hariet Corry:
- Luise Marie Colonna-Walewska (1832–1833)
- George Eduard Auguste Colonna-Walewski (1834–1835)

Obě děti zemřely v dětském věku.
Druhé manželství (4. června 1846) – chotí se stala Marie Anna di Ricci (18. července 1823 – 18. listopadu 1912), dcera hraběte Zanobi di Ricci a Isabelly roz. princezny Poniatowské:
- Isabelle Colonna-Walewska (12. května 1847 – 2. července 1847)
- Charles Colonna-Walewski (4. června 1848 – 2. října 1916), ⚭ 1885 Félice Douay (29. listopadu 1860 – 10. srpna 1952)
- Catherine Elise Colonna-Walewska (15. prosince 1849 – 14. března 1927), ⚭ 1871 hrabě Félix de Bourqueney (25. dubna 1847 – 17. června 1912)
- Eugenie Colonna-Walewska (30. března 1856 – 22. listopadu 1884), zde není vyloučeno otcovství Napoléona III., ⚭ 1875 hrabě Frédéric Mathéus (20. července 1846 – 25. února 1929)

Ze vztahu s Rachel Felix (21. února 1821 – 3. ledna 1858) – přední francouzská herečka
- Alexandre Antoine Colonna-Walewski (3. listopadu 1844 – 20. srpna 1898), otcem uznán ihned po narození a roku 1860 adoptován). Zanechal četné potomky a jeho zásluhou pokračuje přímá linie Napoleona I. dodnes.